# 7, Rebolling Street
7, Rebolling Street és un còmic creat per Francisco Ibáñez seguint la fórmula d'èxit de 13, Rue del Percebe: dibuixar un edifici per dins on els personatges són fixes però a cada entrega els passen coses diferents. Es va publicar a la revista Guai!. Ibáñez explica les similituds entre els dos còmics per la demanda del públic i per aprofitar la plantilla i les idees de gags, que va repetir amb variacions quan va abandonar l'editorial Bruguera. El nou edifici era més gran, per poder encabir més vinyetes i acudits per pàgina.

## Rerefons
Ibáñez havia creat 13, Rue del Percebe el 1961 per a Editorial Bruguera, però els personatges pertanyien a l'editorial. El 1985 Ibáñez va abandonar l'editorial Bruguera i va començar a treballar per a Grijalbo juntament amb Raf, Martz-Schmidt i Segura. No va poder continuar la sèrie, però va crear-ne una altra amb el mateix patró i diferents personatges.

## Trajectòria editorial
La sèrie es va publicar en els 175 números de la revista Guai!, amb l'excepció dels números 63, 71, 73, 75 i 77, amb un total de 170 entregues. Ocupava les dues pàgines centrals de la revista, a diferència de 13, Rue del Percebe, que només ocupava una pàgina. A continuació va publicar cinc entregues a la sèrie Yo y yo.
Es van publicar quatre toms recopilatoris dins de la col·lecció Tope Guai! Al desembre de 2009, es van tornar a reunir totes aquestes històries contingudes en aquells quatre àlbums en un de sol, aquesta vegada, dins de l'actual col·lecció Super Humor. Ediciones B ho va anunciar com una recopilació de tot el material que Ibáñez va crear per a aquesta sèrie, però la veritat només va recollir poc més de la meitat d'aquelles 175 historietes de 7, Rebolling Street.

## Personatges
Els personatges recullen referències a anteriors obres de l'autor. Les vinyetes representen:
- A la planta baixa, d'esquerra a dreta: un banc on s'intenta timar els clients (per això rep el nom d'Estrujenbank), en una rèplica del venedor de queviures de 13 Rue del Percebe; un taller mecànic on el titular recorda Pepe Gotera y Otilio; l'entrada on apareix la portera, molt similar a la de l'altre edifici (i igualment amb un ascensor que no funciona mai com cal) i un bar que també intentar escatimar amb els diners (una constant dels personatges d'Ibáñez). A la vorera hi ha una claveguera on viu un home per no poder pagar el lloguer, també gairebé idèntic al seu precedent
- Al primer pis té la consulta un dentista, equivalent al metge de l'altre carrer, una oficina on se satiritzen les dures relacions laborals capitalistes (com en altres còmics de l'autor o com la paròdia d'ell mateix que inseria periòdicament a les revistes com a dibuixant atrafegat), una pensió amb hostes estrafolaris (també apareixia a l'altra tira) i un home que intenta en va vendre el pis que falta per omplir (una innovació)
- Al segon pis habita un científic boig (personatge de les primeres entregues de l'anterior sèrie però posteriorment descartat i ara recuperat); una vella amb uns animals que li prenen el pèl (la versió més gran de la dona soltera de l'altra revista); una dona que rep diversos homes buscant parella sense èxit (aquest personatge és el més nou de la tira) i un lladre fracassat molt similar al de l'altre edifici (ja que també ha de retre comptes a la seva dona per la manca d'èxit dels seus cops)
- A les golfes viuen uns joves (el prototip del mal veí sorollós) amb una estètica similar als protagonistes de la revista -Chicha, Tato y Clodoveo- i es repeteix el ratolí que molesta el gat, un homenatge a Tom i Jerry; al seu costat hi ha un esportista maldestre, un altre exemple de professional fracassat, base de l'humor de la sèrie

Han desaparegut respecte al primer còmic el morós i la família nombrosa i personatges cèlebres d'Ibáñez poden visitar l'edifici, com succeïa en l'altra ocasió. En els darrers números els joves són substituïts per un home que només menja, en clar homenatge a Carpanta (però essent el seu revés, ja que té aliment en abundància).